# إمبراطورية اليابان
كانت إمبراطورية اليابان دولة قومية تاريخية وقوة عظمى، وكانت موجودة منذ استعراش ميجي في عام 1868 حتى سن دستور ما بعد الحرب العالمية الثانية عام 1947 والتشكيل اللاحق لليابان الحديثة. شملت الأرخبيل الياباني والعديد من المستعمرات والمحميات ومناطق الانتداب ومناطق أخرى.
نتيجة لاتباع شعارات إثراء الوطن وتقوية القوات المسلحة، مرت اليابان بفترة من التصنيع والعسكرة، وكان استعراش ميجي أسرع تحديث طرأ على أي بلد حتى الآن. ساهمت كل هذه الجوانب في ظهور اليابان كقوة عظمى وإنشاء إمبراطورية استعمارية في أعقاب الحرب الصينية اليابانية الأولى، وتمرد الملاكمين، والحرب الروسية اليابانية، والحرب العالمية الأولى. أدت الاضطرابات الاقتصادية والسياسية في عشرينيات القرن الماضي، بما في ذلك الكساد الكبير، إلى ظهور النزعة العسكرية القومية والشمولية، وبلغت ذروتها في عضوية اليابان في تحالف المحور وغزو جزء كبير من آسيا والمحيط الهادئ في الحرب العالمية الثانية.
حققت القوات المسلحة اليابانية في البداية نجاحات عسكرية واسعة النطاق خلال الحرب الصينية اليابانية الثانية (1937-1945) وحرب المحيط الهادئ. ومع ذلك، بدءًا من عام 1942، خاصة بعد معركتَي ميدواي وجوادالكانال، اضطرت اليابان إلى تبني موقف دفاعي، وكانت تعني حملة التنقل بين الجزر الأمريكية أن اليابان تفقد ببطء كل الأراضي التي اكتسبتها، وفي النهاية استولى الأمريكيون على جزيرة آيوو جيما وجزيرة أوكيناوا، مما ترك البر الرئيسي الياباني غير محمي تمامًا. كانت القوات الأمريكية قد خططت للغزو، لكن اليابان استسلمت بعد القصف الذري لهيروشيما وناغازاكي وإعلان الحرب السوفيتية المتزامنة تقريبًا في 9 أغسطس 1945، وما تلاه من غزو لمنشوريا ومناطق أخرى. انتهت حرب المحيط الهادئ رسميًا في 2 سبتمبر 1945. وتبع ذلك فترة احتلال من قبل الحلفاء. في عام 1947، وبمشاركة أمريكية، وُضع دستور جديد، وأدى إلى نهاية رسمية لإمبراطورية اليابان، واستُبدلت قوات الدفاع الذاتي اليابانية بالجيش الإمبراطوري الياباني. استمر الاحتلال وإعادة الإعمار حتى عام 1952، وشكّل في النهاية النظام الملكي الدستوري الحالي المعروف باسم اليابان.
حكم إمبراطورية اليابان ثلاثة أباطرة، على الرغم من أنها وصلت إلى نهايتها خلال فترة حكم شووا. أعطيت الأباطرة أسماءهم بعد وفاتهم، وكانت على النحو التالي: ميجي، وتايشو، وشوا.

## المصطلح
كثيرًا ما يشار إلى الدولة التاريخية باسم «إمبراطورية اليابان» أو «الإمبراطورية اليابانية». يشار إليها في اليابانية باسم Dai Nippon Teikoku (大 日本 帝国)، التي تُترجم إلى «إمبراطورية اليابان العظمى» (Dai تعني عظمى، وNippon تعني يابانية، وTeikokuتعني إمبراطورية). تتكون Teikoku نفسها من قسمين، هما Tei «التي تشير إلى الإمبراطور» وkoku التي تشير إلى الأمة، أو الدولة، أي حرفيًا «دولة الإمبراطورية» أو «مملكة الإمبراطورية» (قارن مع القيصرية الألمانية).
يُعتبر هذا المعنى مهم في المجال الجغرافي، بما في ذلك اليابان والمناطق المحيطة بها. كانت تسمية إمبراطورية اليابان موجودة منذ الفترات المناهضة لتوكوغاوا، وساتسوما وتشوشو، التي أسست حكومتها الجديدة خلال فترة استعادة ميجي، بهدف تشكيل دولة حديثة لمقاومة الهيمنة الغربية. أصبحت الإمبراطورية في وقت لاحق قوة استعمارية كبرى في العالم.
أُطلق عليها اسم «إمبراطورية الشمس» في لغة كانجي.

## تاريخ

### خلفية
انتهت فترة إيدو بعد عقدين من سياسة الانعزال، أو ساكوكو باليابانية، التي انتهجها حكّام الشوغون بسبب اضطرار البلاد إلى الانفتاح على الأجانب للتجارة، بعد وصول القائد العسكري ماثيو بيري إلى اليابان سنة 1854 وتوقيع اتفاقية كاناغاوا، فعُرفت هذه الفترة باسم باكوماتسو.
شهدت السنوات اللاحقة ازدياد التجارة والتفاعل مع الأجانب، فعقدت شوغونية توكوغاوا معاهداتٍ تجارية مع الدول الغربية. واجهت الشوغونيّة عداءً داخليًا، سببه -إلى حدّ كبير- البنود المهينة لتلك المعاهدات غير المتكافئة، وتجسّد هذا العداء بصورة حركة متطرفة كارهة للأجانب، وهي حركة سونو جوي (والتي تعني حرفيًا «توقير الإمبراطور، طرد الأجانب»).
أصدر الإمبراطور «قرار طرد البرابرة» في مارس عام 1863، فأثار القرار هجمات ضد الأجانب في اليابان، وأخرى ضد الشوغونية بحد ذاتها، مع أن الإمبراطور لم ينوِ تطبيق القرار فعليًا. أدت حادثة ناماموغي، سنة 1862، إلى مقتل الإنجليزي تشارلز لينوكس ريتشاردسون على يد فريق من الساموراي القادمين من ساتسوما. طلب البريطانيون تعويضات عن جريمة القتل، ولم يحصلوا عليها. في حادثة أخرى، تعرّضت البحرية الملكية البريطانية إلى إطلاق نار من المدفعيات الساحلية المتمركزة قرب بلدة كاغوشيما، وذلك نتيجة سعي البحرية إلى انتزاع دفعة مالية بالقوّة، فردّ البريطانيون بقصف مرفأ كاغوشيما عام 1863، ووافقت حكومة توكوغاوا على إعطاء ضمانات للبريطانيين بعد حادثة وفاة ريتشاردسون. واجهت السفن الأجنبية الراسية في شيمونوسيكي قصفًا مدفعيًا، فضلًا عن هجمات على الممتلكات الأجنبية، فتعرّضت مدينة شيمونوسيكي إلى قصفٍ من طرف قوات متعددة الجنسيات في عام 1864. نفّذت عشيرة تشوشو انقلابًا عسكريًا انتهى بالفشل، وعُرف باسم حادثة كينمون، فتأسس تحالف ساتشو، بين عشيرتي تشوشو وساتسوما، في سنة 1866 لتوحيد الجهود من أجل الإطاحة بحكومة الشوغون العسكرية. توفي الإمبراطور كومي في أوائل العام 1867 بعد إصابته بالجدري، فخلفه ابنه وولي العهد موتسوهيتو، الذي أصبح لاحقًا الإمبراطور ميجي.
تنازل توكوغاوا يوشينوبو عن منصبه وسلطاته إلى الإمبراطور، ووافق على كونه «أداة لتنفيذ» الأحكام الإمبراطورية، فانتهت شوغونية توكوغاوا إثر ذلك. أحدثت استقالة يوشينوبو فراغًا اسميًا في أعلى مستويات الحكومة اليابانية، لكن وجود النظام أو جهاز الحكم استمرّ بعده. فضلًا عن ذلك، بقيت حكومة الشوغون السابق، وعائلة توكوغاوا خصوصًا، قوّة بارزة في النظام السياسي الناشئ، وحافظت على العديد من السلطات التنفيذية، فلاقى هذا المشهد رفض المتشددين من عشيرتي ساتسوما وتشوشو.
استولت قوات ساتسوما وتشوشو على القصر الإمبراطوري في كيوتو بتاريخ 3 يناير عام 1868، ثم دفعت الإمبراطور ميجي، وعمره حينها خمسة عشر عامًا، إلى الإعلان عن استعادة صلاحياته الكاملة في اليوم التالي. فرح المجلس الاستشاري الإمبراطوري بإعلان عودة الحكم المباشر الذي أصدره البلاط الإمبراطوري رسميًا، وكان ميالًا إلى دعم التعاون المستدام مع سلالة توكوغاوا، غير أنّ سايغو تاكاموري، زعيم عشيرة ساتسوما، هدد المجلس بإلغاء لقب شوغون، وطلب مصادرة الأراضي التي يمتلكها يوشينوبو.
أعلن يوشينوبو، في 17 يناير عام 1868، أنه «لن يقف عاجزًا أمام إعلان استعادة الحكم، وطلب من البلاط الإمبراطوري إبطال هذا الإعلان». لذا قرر يوشينوبو، في 24 يناير، التحضير للهجوم على كيوتو المحتلة من طرف قوات ساتسوما وتشوشو. اتخذ يوشينوبو قراره مدفوعًا بالمعلومات التي تلقاها عن سلسلة من عمليات إحراق الممتلكات في إيدو، ابتداءً من إحراق تحصينات قلعة إيدو الخارجية، حيث كان المقرّ الرئيس لسلالة توكوغاوا.

### حرب بوشين
استمرت حرب بوشين (بوشين سينسو) بين يناير 1868 ومايو 1869. ضمن تحالف الساموراي في المناطق الجنوبية والغربية ومسؤولو البلاط تعاون الإمبراطور الشاب ميجي، الذي أمر بحلّ شوغون توكوغاوا البالغة من العمر مئتَي عام. أطلق توكوجاوا يوشينوبو حملة عسكرية للاستيلاء على بلاط الإمبراطور في كيوتو. ومع ذلك، تحوّل المد بسرعة لصالح القسم الإمبراطوري الأصغر، وأسفر عن انشقاقات العديد من الإقطاعيين إلى الجانب الإمبراطوري. كانت معركة توبا-فوشيمي انتصارًا حاسمًا، هزم فيه جيش مشترك من مناطق تشوشو وتوسا وساتسوما جيش توكوغاوا. اندلعت بعد ذلك سلسلة من المعارك طورد خلالها أنصار الشوغونيت، واستسلم إيدو للقوات الإمبراطورية، استسلم بعد ذلك يوشينوبو شخصيًا. جرد الإمبراطور ميجي يوشينوبو من كل قوته وقبلت معظم اليابان حكم الإمبراطور.
ومع ذلك، تراجعت بقايا المؤيدين لتوكوجاوا إلى شمال هونشو (أويتسو ريبان دومي)، وإلى إيزو (هوكايدو الحالية) بعدها، حيث أسسوا جمهورية إيزو الانفصالية. أُرسلت قوة استكشافية من قبل الحكومة الجديدة، وتغلبت على قوات جمهورية إيزو. انتهى حصار هاكوداته في مايو 1869 واستسلمت القوات المتبقية.

### عصر ميجي (1868–1912)
أُعلن عن قسم الميثاق عند تتويج إمبراطور اليابان ميجي في 7 أبريل 1868. حدد القسم الأهداف الرئيسية ومسار العمل الذي يجب اتباعه في عهد الإمبراطور ميجي، ووضع المرحلة القانونية لتحديث اليابان. سعى زعماء ميجي إلى رفع الروح المعنوية وكسب الدعم المالي للحكومة الجديدة.
أرسلت اليابان بعثة إيواكورا في عام 1871. سافرت البعثة حول العالم لإعادة التفاوض بشأن المعاهدات غير المتكافئة مع الولايات المتحدة والدول الأوروبية التي أُجبرت اليابان عليها خلال عهد توكوغاوا الشوغونية، ولجمع معلومات عن النظم الاجتماعية والاقتصادية الغربية من أجل إحداث تحديث في اليابان. كانت إعادة التفاوض بشأن المعاهدات غير المتكافئة غير ناجحة عالميًا، لكن ألهمت المراقبة الدقيقة للأنظمة الأمريكية والأوروبية الأعضاء عند عودتهم لإحداث مبادرات التحديث في اليابان. أبرمت اليابان معاهدة ترسيم الحدود مع روسيا في عام 1875، واستولت على جميع جزر الكوريل في مقابل جزيرة سخالين.
أرسلت الحكومة اليابانية مراقبين إلى الدول الغربية لمراقبة ومعرفة ممارساتهم، ودفعت أيضًا المستشارين الأجانب في مجموعة متنوعة من المجالات للقدوم إلى اليابان لتثقيف السكان. ووضعوا النظام القضائي والدستور على غرار بروسيا، التي وصفها سابورو ليناغا بأنها «محاولة للسيطرة على الفكر الشعبي بمزيج من الكونفوشيوسية والمحافظة الألمانية». وحظرت الحكومة العادات المرتبطة بالماضي الإقطاعي لليابان، مثل عرض وارتداء الكاتانا والعقدة العلوية علنًا، اللذَين كانا من سمات فئة الساموراي، التي أُلغيت مع نظام الطبقات. أدى هذا لاحقًا إلى دخول حكومة ميجي في صراع مع الساموراي.
كان للعديد من الكتاب الذين كانوا تحت التهديد المستمر بالاغتيال من قبل خصومهم السياسيين، تأثير في كسب الدعم الياباني للتغريب. أحد هؤلاء الكتاب كان فوكوزاوا يوكيتشي، الذي اشتملت أعماله على «الظروف في الغرب» و«مغادرة آسيا» و«مخطط لنظرية الحضارة» والتي عرضت بالتفصيل المجتمع الغربي وفلسفاته الخاصة. في فترة استعادة ميجي، كان للقوة العسكرية والاقتصادية أهمية أكبر. أصبحت القوة العسكرية وسيلة التنمية الوطنية والاستقرار. أصبحت الإمبراطورية اليابانية القوة العالمية الوحيدة غير الغربية وقوة رئيسية في شرق آسيا في حوالي 25 عامًا نتيجة التصنيع والتنمية الاقتصادية.

علق الكاتب ألبريشت فورست فون أوراش في كتيبه «سر قوة اليابان»، الذي نُشر عام 1942، خلال فترة قوى المحور:
«إن صعود اليابان إلى قوة عالمية خلال الثمانين سنة الماضية هو أعظم معجزة في تاريخ العالم. احتاجت الإمبراطوريات العظيمة في العصور القديمة، والمؤسسات السياسية الرئيسية في العصور الوسطى وأوائل العصر الحديث، والإمبراطورية الإسبانية، والإمبراطورية البريطانية إلى قرون لتحقيق قوتها الكاملة. كان صعود اليابان نيزكيًا. بعد 80 عامًا فقط، أصبحت إحدى القوى العظمى القليلة التي تحدد مصير العالم».

### الإصلاح السياسي
كانت فكرة الدستور المكتوب موضع نقاش ساخن داخل وخارج الحكومة منذ بدايات حكومة ميجي. نظرت الأوليغارشية الميجية المحافظة إلى أي شيء يشبه الديمقراطية أو الجمهورية بريبة وخوف، وفضلت النهج التدريجي. طالبت حركة الحرية وحقوق الشعب بالتأسيس الفوري لجمعية وطنية منتخبة وإصدار دستور.

أقر الدستور بضرورة التغيير والتحديث بعد إزالة الشوغون:
«نحن، خليفة عرش أسلافنا المزدهر، نقسم رسميًا على المؤسس الإمبراطوري لوطننا ولأسلافنا الإمبراطوريين الآخرين، وفقًا للسياسة العظيمة التي يتبعها بأن نحافظ على الشكل القديم للحكومة من التدهور.... بالنظر إلى الاتجاه التقدمي لمسار الشؤون الإنسانية وبالتوازي مع تقدم الحضارة، نعتبر ذلك مناسبًا لإعطاء الوضوح والتميز للتعليمات التي ورثها المؤسس الإمبراطوري لوطننا ولأسلافنا الإمبراطوريون الآخرين، لوضع القوانين الأساسية....»
تأسست الإمبراطورية اليابانية، بحكم القانون، بعد توقيع دستور إمبراطورية اليابان عام 1889. شكل الدستور الكثير من الهيكل السياسي للإمبراطورية وأعطى العديد من المسؤوليات والسلطات للإمبراطور.
- المادة 4: الإمبراطور هو رئيس الإمبراطورية، يجمع في حد ذاته حقوق السيادة ويمارسها وفق أحكام هذا الدستور.
- المادة 6: يوافق الإمبراطور على القوانين ويأمر بإصدارها وتنفيذها.
- المادة 11: الإمبراطور هو القائد الأعلى للجيش والبحرية.[15]

في عام 1890، أُنشئ النظام البرلماني الإمبراطوري الياباني استجابةً لدستور ميجي. يتألف هذا النظام من مجلس النواب الياباني ومجلس النبلاء. فتح كلا المجلسين مقاعدًا للمستعمرين ولليابانيين. استمر هذا النظام الإمبراطوري حتى عام 1947.

## سقوط النظام الإقطاعي وبداية التحديث
راجع: التعليم في إمبراطورية اليابان ، الإنتاج الصناعي في شووا باليابان
و أدركت اليابان، في الوقت المناسب، أن نظامها الإقطاعي المهترئ، الذي استمر سبعمائة عام، ليس أمثل النظم التي تتيح لها نهضة سريعة، ويحقق لها القوة التي تستطيع أن تواجه بها هذا الخطر. وشهد عام 1868 خلال حكم الإمبراطور مييجي سقوط النظام الإقطاعي، وانتهاء حكم شوجونات أسرة توكو جاوا التي ظلت تتوارث السلطة الحقيقية في البلاد لمدة مائتين وخمسة وستين عام.
و باستعادة الإمبراطور للسلطة المركزية بدأت عملية تحديث مخططة ما لبثت أن آتت ثمارها في سنوات قليلة. وانتعش اقتصاد اليابان وصار لها جيش وأسطول قويان. وبدأت تتطلع إلى أمرين: الأول هو التخلص من قيود المعاهدات المجحفة التي فرضتها عليها الدول الاستعمارية، والثاني هي السيطرة على لمناطق المتاخمة للطرق البحرية المفضية إلى موانئها.
و قد تحقق لها الأمر الأول بسهولة منذ أن استشعرت هذه الدول قوة اليابان الجديدة. ثم بدأ يتحقق لها المطلب الثاني. وكانت البداية هي عقد معاهدة عام 1875 مع روسيا، والتي تنازلت روسيا بموجبها عن مطالبها في جزر كوريل مقابل تنازل اليابان عن مطالبها في جنوب جزيرة سخالين.

## غزو كوريا ومنشوريا
وكانت لليابان مطامع في كوريا ومنشوريا شرعت في تحقيقها، بداية، بإرغام كوريا على توقيع معاهدة تنص على أن كوريا مستقلة عن الصين استقلال تاما، ثم افتعلت أسبابا لغزو كوريا عام 1894 ودحر القوات الصينية بها، ثم عبور نهر بالو وغزو منشوريا. وطلبت الصين الصلح الذي تم بعقد معاهدة شيمونسكي. وقد اعترفت الصين في هذه المعاهدة باستقلال كوريا، وأقرت بتنازلها لليابان عن فورموزا وبيسكادوس وشبه جزيرة لياو تونغ في منشوريا، كما حصلت اليابان، بموجب نفس المعاهدة، على تعويضات مالية وحقوق امتيازات لرعاياها في الأراضي الصينية. غير أن روسيا وفرنسا وألمانيا تدخلت فيما بعد وقدمت طلبا جماعيا بضرورة رد شبه جزيرة لياو تونغ إلى الصين، فخضعت اليابان لهذا الطلب.

## الحرب ضد روسيا
و حتى نهاية القرن التاسع عشر لم تكن اليابان قد بلغت من القوة حدا تستشعر الدول الغربية إزاءه خطرا حقيقيا على مصالحها في الصين بل على العكس رأت فيها بريطانيا حليفا توازن به قوة روسيا في الشرق الأقصى، فعقدت معها تحالفا في عام 1902 شجع اليابان على الدخول في حرب مع روسيا عام 1904 هزمت فيها القوات الروسية، وطردت من كوريا وميناء بورت آرثر.
و انتهزت اليابان فرصة نشوب الحرب العالمية الأولى فأعلنت الحرب على ألمانيا، واستولت على ميناء كياوتشو ومقاطعة شانتونغ الذي كان الألمان يسيطرون عليهما داخل أرض الصين ذاتها، كما احتلت مجموعة الجزر التي كانت ألمانيا قد احتلتها في جنوب المحيط الهادي شمالي خط الاستواء.

## فرض مطالب الإمبراطورية اليابانية على الصين
وفي 18 يناير سنة 1915 تقدمت اليابان إلى الصين بمطالبها الواحد والعشرين المشهورة والتي تتضمن الآتي: أن توافق الصين دون تحفظ على أي اتفاق قد تعقده اليابان مع ألمانيا بخصوص حقوقها في ميناء كياوتشو ومقاطعة شانتونغ، وأن يسمح لليابان ببناء خط حديدي في شانتونغ، وألا تعطى أي امتيازات فيها لأية دولة أخرى، ومد امتياز اليابان في مينائي بور آرثر ورايرن لتسعة وتسعين عام، وأن تقتح مدن معينة أمام التجارة الأجنبية، وأن تعترف الصين بحقوق اليابان في جنوب منشوريا وشرق منغوليا الداخلية، وألا تؤجر الصين أي ميناء أو خليج أو أرض تقع على ساحلها لأية دولة عدا اليابان. ورضخت الصين لمطالب اليابان ووقعت معها معاهدة بشأنها في مايو سنة 1915. غير أن الصين عادت بعد الحرب فطعنت في شرعية المعاهدة التي وقعتها تحت ضغط القوة وذلك بإيعاز من الولايات المتحدة التي بدأت تشعر خطر تعاظم قوة اليابان وما تشكله من تهديد للمستعمرات الأمريكية في المحيط الهادي. وكانت قوة اليابان، وخاصة الأسطول، قد بلغت حدا جعل الحلفاء يستعينون به في البحر الأبيض المتوسط لمواجهة حملة الغواصات الخطرة التي بدأها الألمان في فبراير عام 1917.
و في عام 1931 بدأت اليابان مرحلة جديدة في توسعها الاستعماري على حساب الأراضي الصينية فاحتلت منشوريا. ولكي تضفي على هذا العمل صفة الشرعية ادعت أنها «حررت» منشوريا من سيادة الصين، وجاءت بآخر سلالة أسرة المانشو- التي أسقطتها عن العرش ثورة الصين عام 1911- فنصبته إمبراطورا على منشوريا.
و هبت القوى الوطنية في الصين تقاوم الغزو الياباني وأرغمت تشين كاي تشيك على تغيير موقفه المتخاذل إزاء الغزو الياباني، كما قبل كارها إقامة جبهة وطنية موحدة في وجه اليابان تضم الشيوعيين الذي كان مهتما بمحارابتهم أكثر من اهتمامه بصد هذا الغزو الياباني.

## الحرب ضد الصين
و ابتداء من عام 1937 تحولت حرب اليابان مع الصين إلى حرب شاملة هدفها فرض سيطرتها الكاملة على الصين، وإجهاض قوى التطور التي أخذت تنمو فيها بعد ثورة 1911، وهو هدف قديم عبر عنه الكونت إبشي وزير خارجية اليابان عام 1915 بقوله: «إن اليابان لا يمكن أن تنظر بعين الاطمئنان إلى تنظيم جيش صيني ذي قدرة فعالة على القتال، كما أن اليابان تنظر بعين القلق إلى تحرير النشاط الاقتصادي لشعب يعد أربعمائة مليون نسمة».
و في عام 1941 دخلت اليابان الحرب ضد الحلفاء بهجوم مفاجئ على القاعدة الأمريكية في بيرل هاربر، وما لبثت في زمن قصير أن اجتاحت الفيليبين، وإندونيسيا، والهند الصينية الفرنسية، وملايو، وسنغافورة، وبورما.
و بإلقاء القنبلة الذرية على هيروشيما وناغازاكي واستسلام اليابان بلا قيد أو شرط عام 1945، انتهت الحرب العالمية الثانية، وانتهت معها الإمبراطورية اليابانية.

## الجدول الزمني
- في عام 1926: وفاة الإمبراطور تايشو (25 ديسمبر).
- في عام 1927: أصبح تاناكا غيتشي رئيسًا للوزراء (20 أبريل).
- في عام 1928: أصبح الإمبراطور شووا رسميًا إمبراطورًا (10 نوفمبر).
- في عام 1929: أصبح أوساشي هاماجوتشي رئيسًا للوزراء (2 يوليو).
- في عام 1930: جُرح هاماجوتشي في محاولة اغتيال (14 نوفمبر).
- في عام 1931: توفي هاماجوتشي وأصبح واكاتسوكي ريجيرو رئيسًا للوزراء (14 أبريل). احتلت اليابان منشوريا بعد حادثة موكدين (18 سبتمبر). أصبح اينوكاي تسويوشي رئيسًا للوزراء (13 ديسمبر) وازداد تمويل الجيش في الصين.
- في عام 1932: بعد هجوم على الرهبان اليابانيين في شنغهاي (18 يناير)، قصفت القوات اليابانية المدينة (29 يناير). أُنشئت مانشوكو مع تولي هنري بو يي منصب الإمبراطور (29 فبراير). تعرض إينوكاي للاغتيال خلال محاولة انقلاب ناجحة وأصبح سايتو ماكوتو رئيسًا للوزراء (15 مايو)، وانتقدت عصبة الأمم المتحدة اليابان لأجل ذلك (7 ديسمبر).
- في عام 1933: خرجت اليابان من عصبة الأمم (27 مارس).
- في عام 1934: أصبح كيسوكي أوكادا رئيسًا للوزراء (8 يوليو). وانسحبت اليابان من معاهدة واشنطن البحرية (29 ديسمبر).
- في عام 1936: حدثت محاولة انقلاب (حادثة 26 فبراير). أصبح كيكي هيروتا رئيسًا للوزراء (9 مارس). ووقعت اليابان أول اتفاق لها مع ألمانيا (25 نوفمبر) وأعادت احتلال تسيانغو (3 ديسمبر). تأسست مينجيانغ في منغوليا الداخلية.
- في عام 1937: أصبح سنجورو هاياشي رئيسًا للوزراء (2 فبراير). وأصبح الأمير فوميمارو كونوي رئيسًا للوزراء (4 يونيو). وحدثت معركة جسر لوغو (7 يوليو). واستولت اليابان على بكين (31 يوليو). احتلت القوات اليابانية نانجينغ (13 ديسمبر)، وبدأت مذبحة نانجينغ.
- في عام 1938: حدثت معركة تايرزوانغ (24 مارس). ووقعت كانتون في أيدي القوات اليابانية (21 أكتوبر).
- في عام 1939: أصبح هيرانوما كيتشيرو رئيسًا للوزراء (5 يناير). وأصبح آبي نوبويوكي رئيسًا للوزراء (30 أغسطس).
- في عام 1940: أصبح ميتسوماسا يوناي رئيسًا للوزراء (16 يناير). وأصبح كونوي رئيسا للوزراء لولاية ثانية (22 يوليو). وحدثت حملة هجوم الأفواج المئة (أغسطس - سبتمبر). احتلت اليابان الهند الصينية الفرنسية في أعقاب سقوط باريس، ووقعت على الميثاق الثلاثي (27 سبتمبر).
- في عام 1941: أصبح الجنرال هيديكي توجو رئيسًا للوزراء (18 أكتوبر). هاجمت القوات البحرية اليابانية بيرل هاربور، هاواي (7 ديسمبر)، مما دفع الولايات المتحدة إلى إعلان الحرب على اليابان (8 ديسمبر). وغزت اليابان هونغ كونغ (25 ديسمبر).
- في عام 1942: حدثت معركة أمبون (30 يناير - 3 فبراير). ومعركة باليمبانج (13-15 فبراير). استسلمت سنغافورة لليابان (15 فبراير). قصفت اليابان أستراليا (19 فبراير). مع الإغارة على المحيط الهندي (31 مارس - 10 أبريل). وغارة دوليتل على طوكيو (18 أبريل). ومعركة بحر المرجان (4-8 مايو). واستسلمت القوات الأمريكية والفلبينية في معركة الفلبين (1942) (8 مايو). انتصر الحلفاء في معركة ميدواي (6 يونيو). وفي معركة ميلن باي (5 سبتمبر). ومعركة جزر سانتا كروز (25-27 أكتوبر).
- في عام 1943: انتصر الحلفاء في معركة وادي القنال (9 فبراير). وفي معركة تاراوا (23 نوفمبر).
- في عام 1944: استقال توجو وأصبح كونياكي كويسو رئيسًا للوزراء (22 يوليو). وحدثت معركة ليتي جلف (23-26 أكتوبر).
- في عام 1945: بدأت قاذفات الحلفاء في إلقاء قنابل حارقة على المدن اليابانية الكبرى. انتصر الحلفاء في معركة ايو جيما (26 مارس). أصبح الأدميرال كانتارو سوزوكي رئيسًا للوزراء (7 أبريل). انتصر الحلفاء في معركة أوكيناوا (21 يونيو). أسقطت الولايات المتحدة قنابلها الذرية على هيروشيما (6 أغسطس) وناغازاكي (9 أغسطس)، وغزا الاتحاد السوفيتي ومنغوليا المستعمرات اليابانية في مانشوكو ومينغجيانغ (منغوليا الداخلية) وكوريا الشمالية وجنوب سخالين وجزر الكوريل (9 أغسطس - 2 سبتمبر). استسلمت اليابان (2 سبتمبر)، وبدء احتلال الحلفاء.
- في عام 1947: دخل دستور اليابان حيز التنفيذ.

## استعراش ميجي

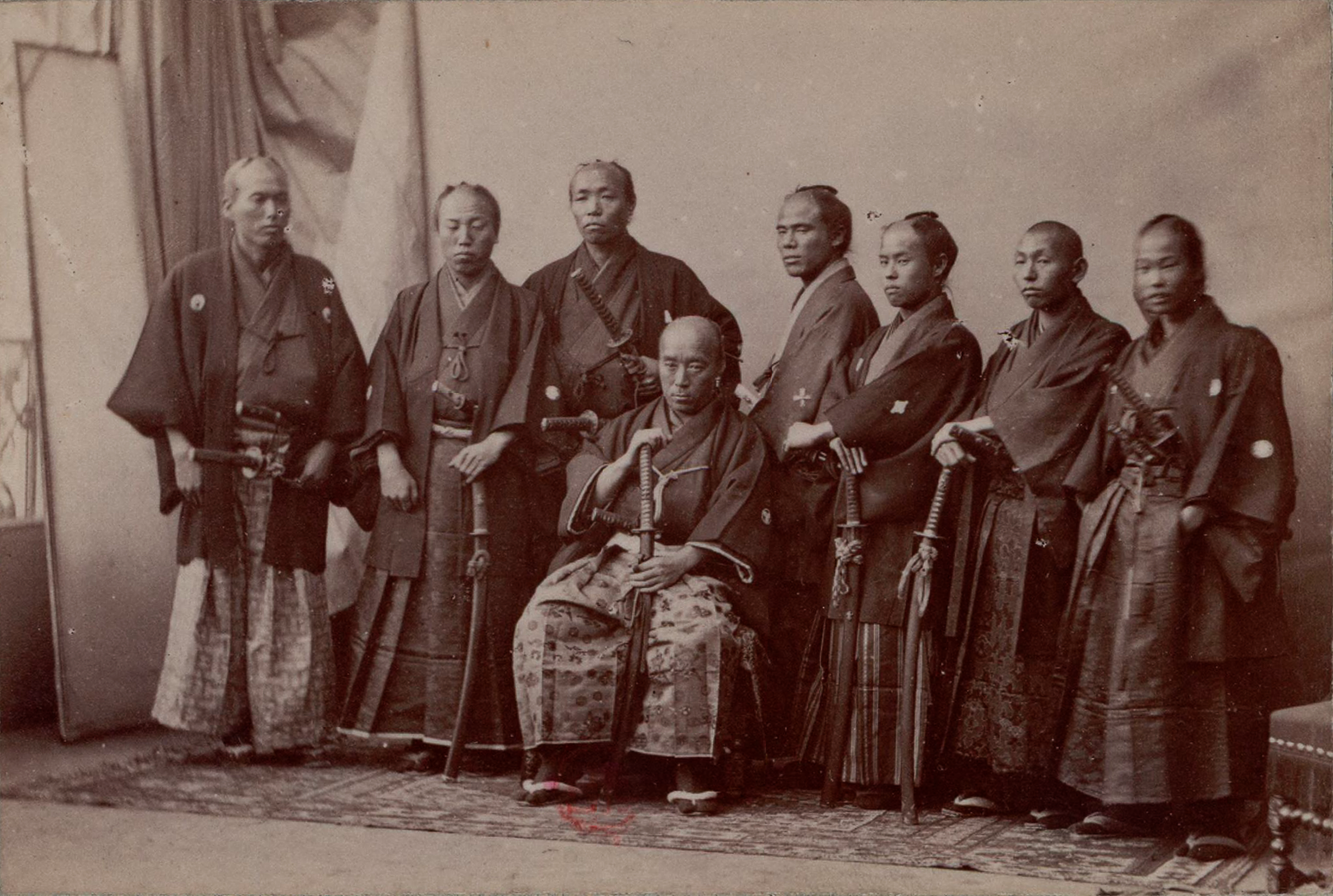
الساموراي أعضاء أول بعثة يابانية إلى أوروبا (1862) حول شيباتا ساداتورو رئيس البعثة يوجد فوكوزاوا يوكيتشي على اليمين، كانت هذه إشارة إلى انفتاح اليابان في فترة ميجي.